# Interkulturelles Management
Unter der Thematik Interkulturelles Management versteht man einen Teilaspekt des Internationalen Managements, der sich mit kulturellen Fragen der grenzüberschreitenden Unternehmenstätigkeit befasst. Interkulturelles Management beschäftigt sich mit interpersonalen Interaktionen zwischen verschiedenkulturellen Fach- und Führungskräften. Es geht davon aus, dass sich „unterschiedliche kulturelle Bedingungen […] in vielfältiger Weise auf die Einstellungen und Verhaltensweisen von Kunden, Mitarbeitern, Geschäftspartnern u. a. niederschlagen.“ Durch Interkulturelles Management soll bei internationaler bzw. interkultureller Unternehmenstätigkeit die Wettbewerbsfähigkeit erhalten bzw. optimiert werden, indem durch die Berücksichtigung unterschiedlicher Wertevorstellungen und kultureller Besonderheiten einerseits hieraus entstehende Dysfunktionalitäten gehandhabt werden und andererseits hieraus entstehende Synergien genutzt werden. Die Maxime liegt darin, sowohl effektiv als auch angemessen zu agieren.

## Interkulturalität als Managementbereich
Kultur als Orientierungssystem für Menschen und Organisationen ist ein fundamentaler Aspekt, der für das Unternehmensmanagement eine wesentliche Rolle spielt. Multinationale Unternehmen stehen bei ihren internationalen Aktivitäten vor der Herausforderung ihren Managementstil den kulturellen Bedingungen auf die unterschiedlichen Länder, in denen sie aktiv sind, abzustimmen. In einem interkulturellen Kontext müssen Unternehmen in Situationen „zunehmender Unsicherheit, Varianz und Diskontinuität von Umweltentwicklungen“ bestehen. Wird die kulturelle Unterschiedlichkeit ignoriert oder werden einzelne Kulturen einseitig abgewertet („Ethnozentrismus“), kann es zu kulturell bedingten Missverständnissen kommen, „die sich negativ auf die Wertschöpfung der Organisation auswirken“.

### Kulturistische vs. Universalistische Perspektive
Es kann zwischen einer kulturistischen und einer universalistischen Perspektive unterschieden werden. Die kulturistische Perspektive betont, dass unterschiedliche kulturelle Bedingungen, Werthaltungen und Motive auch unterschiedliche Managementstile erfordern (Culture-bound-These). Die Universalisten gehen dagegen davon aus, dass grundlegende Managementprinzipien unabhängig von kulturellen Bedingungen immer und überall gültig sind (Culture-free-These).

### Multinationale Unternehmen als Hauptakteure
Kulturelle Unterschiede spielen besonders für multinationale Unternehmen eine Rolle. Diese beschäftigen häufig Menschen aus unterschiedlichen Kulturkreisen am selben Standort (zum Beispiel durch Entsendung). Zudem treten interkulturelle Herausforderungen vor allem dann auf, wenn kulturelle Unterschiede zwischen dem Standort der Tochtergesellschaft bzw. der Produktionsstätte und dem Heimatland der Mutterunternehmen existieren. Die Unternehmenskultur wird auch von den jeweiligen Landeskulturen beeinflusst. Neben interkulturellen Herausforderungen zwischen einzelnen Organisationseinheiten sind an dieser Schnittstelle zwischen den Kulturen die unterschiedlichen Kommunikationsgewohnheiten der Angehörigen unterschiedlicher Kulturen besonders bedeutend. Die Interaktion zwischen Angehörigen unterschiedlicher Kulturen geht mit interkultureller Kommunikation einher. 

## Kulturelle Diversität als Ressource
Einem erweiterten und offenen Kulturbegriff zufolge, lassen sich Kulturen nicht scharf und nationalstaatlich voneinander abgrenzen. „Unterschiede zwischen nationalen Kulturen werden zunehmend durch Unterschiede zwischen länderübergreifenden Subkulturen überlagert und intrakulturelle Unterschiede hinsichtlich bestimmter Persönlichkeitsmerkmale (wie z. B. Beruf, Alter oder gesellschaftliche Schicht) sind oft weitaus größer als interkulturelle Unterschiede. Daraus ergeben sich Wettbewerbsvorteile für diejenigen Unternehmungen, die ihre Unternehmensstrategie nicht länger an nationalen Grenzen, sondern vielmehr an diesen internationalen Subkulturen ausrichten.“ Wenn kulturelle Unterschiede als Bereicherung empfunden und miteinander kombiniert werden, wirkt sich dieses positiv auf den Erfolg von Unternehmen aus. Diesem Umstand trägt auch das Interkulturelle Management und vor allem das Diversity Management Rechnung. Studien zufolge kann eine innerhalb einer Organisation vorliegende Vielfalt im Sinne von Diversität als eine Ressource zum Tragen kommen. Laut einer Studie ändert sich die Art der Zusammenarbeit: Es besteht dann eine höhere Bereitschaft, sich auf gegenläufige Sichtweisen vorzubereiten, und es wird stärker davon ausgegangen, dass es Einsatz erfordern wird, andere zu überzeugen. Größere Diversität innerhalb der Unternehmensführung kann eine Unternehmenskultur fördern, in der unterschiedliche Meinungen zum Tragen kommen und so die Innovationsfähigkeit erhöhen.

## Handlungsfelder des Interkulturellen Managements
An der Schnittstelle interkultureller Unternehmenstätigkeit greift das Interkulturelle Management ein. Es gestaltet die Unternehmensstrategie so, dass die Rahmenbedingungen geschaffen werden, damit die interkulturelle bzw. internationale Geschäftstätigkeit erfolgreich und angemessen gestaltet wird. Dieses betrifft insbesondere die Managementbereiche Personalmanagement, Organisationsentwicklung und Marketing, die sich als interkulturelle Handlungsfelder noch weiter aufschlüsseln lassen:
- Personalauswahl[14]
- Personalentwicklung[15]
- Entsendung / Expatriation[16] und Reintegration[17]
- Kurzzeitentsendungen[18]
- Organisation internationaler virtueller Teams[18]
- Organisations- und Wissensmanagement[19]
- interkulturelle (Team-)Führung[20]
- Kulturelle Aspekte bei Mergers & Acquisitions[21]
- Interkulturelles Marketing[22]